# Anomoderus coquerelii
Anomoderus coquerelii là một loài bọ cánh cứng trong họ Cerambycidae.